# نمی‌خواهم تا ابد زنده باشم
«نمی‌خواهم تا ابد زنده باشم» (انگلیسی: I Don't Wanna Live Forever) نام ترانه‌ای از خواننده بریتانیایی زین مالک و خواننده-ترانه‌سرای آمریکایی تیلور سویفت است که
به عنوان موسیقی متن فیلم پنجاه طیف تاریک‌تر ساخته شده‌است.
این ترانه در چارت‌های اکثر کشورها جزء ده ترانه اول قرار گرفت.